# Stadion im. Kazimierza Górskiego w Płocku
Stadion im. Kazimierza Górskiego, komercyjna nazwa Orlen Stadion – stadion piłkarski znajdujący się przy ulicy Łukasiewicza 34 w Płocku. Na terenie obiektu rozgrywają mecze piłkarze Wisły Płock.

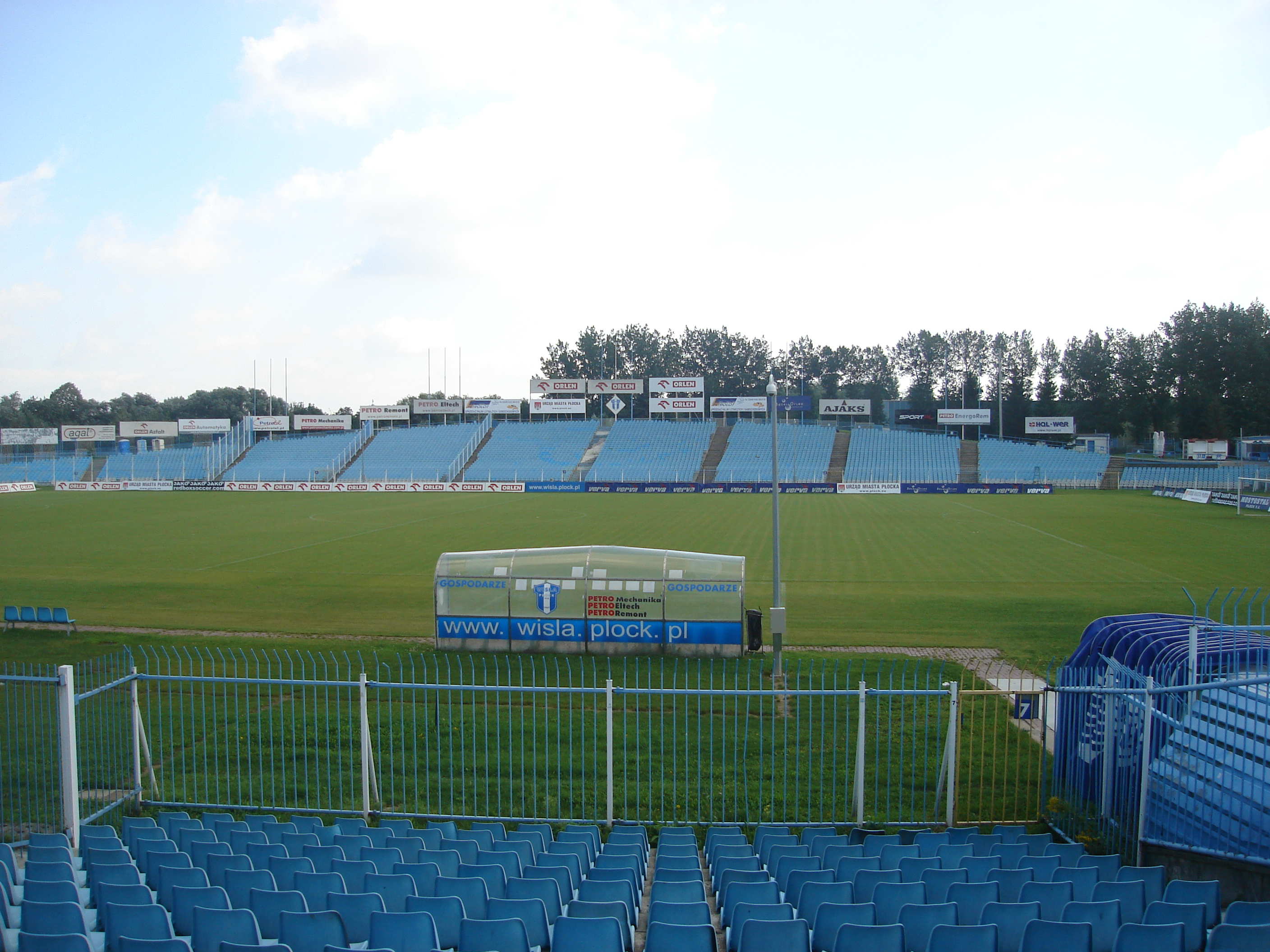
Stadion przed przebudową

## Historia
Stadion piłkarski w Płocku został zbudowany w 1973 roku. 9 czerwca 1973 odbyła się uroczystość otwarcia nowo wybudowanego stadionu. Architektami pierwszej wersji byli Jacek Kwieciński i Janusz Mariański. W 1976 roku przebudowano trybuny, wybudowano pawilon recepcyjny oraz odnowy biologicznej.
Stadion w Płocku był areną, na której Polonia Warszawa rozgrywała swoje mecze w międzynarodowych rozgrywkach klubowych UEFA w latach 2000–2003 (jej stadion przy Konwiktorskiej w Warszawie nie spełniał wymogów UEFA).
30 marca 2004 patronem stadionu został Kazimierz Górski.

### Przebudowa
18 listopada 2019 Urząd Miasta Płocka poinformował o wyborze wykonawcy rozbiórki i budowy stadionu przy ulicy Łukasiewicza 34. Cena ofertowa za całość zamówienia wyniosła 166 477 375,80 zł. 29 listopada 2019 podpisana została umowa na budowę nowego stadionu Wisły Płock. Zgodnie z umową nowo zbudowany stadion będzie mógł pomieścić 15 004 widzów. 3 lipca 2020 Urząd Miasta Płocka przekazał firmie Mirbud plac budowy. 23 lipca 2020 rozpoczęła się rozbiórka trybuny wschodniej i południowej; tym samym pojemność obiektu została ograniczona do 3000 miejsc. W meczu z Cracovią 28 listopada 2021 kibice mogli zasiąść na nowej otwartej trybunie wschodniej, mogącej pomieścić 3105 widzów. Nowy stadion miał być oddany do użytku pod koniec 2022 roku, jednak proces przebudowy i odbiorów przeciągnął się w czasie do 2023 roku.
W marcu 2023 r. poinformowano, że poprzez umowę z PKN Orlen obiekt uzyska komercyjną nazwę Orlen Stadion przez 5 lat.
Stadion w pełni otwarto 2 września 2023 meczem I ligi Wisła Płock – Polonia Warszawa (3:0). Mecz oglądało 13504 widzów.

## Pojemność

### Stary Stadion
10 978 miejsc – wszystkie siedzące:
- siedziska kryte – 1889
- siedziska odkryte – 9039
- stanowiska dla prasy – 50

Na rok 2011 planowana była modernizacja stadionu, obejmująca powiększenie liczby miejsc siedzących do przynajmniej 15 000 oraz zadaszenie trybun.

#### Sektory
Stadion im. Kazimierza Górskiego w poprzedniej konfiguracji składał się z 10 sektorów (od A do J).

### Nowy Stadion
15 004 miejsc – wszystkie kryte:
- sektor gości (B5) – 294
- stanowiska dla prasy – 100
- loże VIP – 14

#### Sektory
- trybuna zachodnia – A1-A5 + VIP
- trybuna północna – B1-B6
- trybuna wschodnia – C1-C7
- trybuna południowa – D1-D4
- młyn - D2

## Mecze
Na stadionie im. Kazimierza Górskiego w Płocku swoje mecze rozgrywa Wisła Płock (zarówno krajowe, jak i w europejskich pucharach). Stadion dwukrotnie gościł reprezentację Polski, raz reprezentację do lat 21 oraz trzykrotnie rozgrywane były na nim mecze o Superpuchar Polski w piłce nożnej.

### Mecze reprezentacji Polski
| Nr | Rodzaj rozgrywek | Data                    | Rywal Polski        | Wynik     | Strzelcy bramek dla Polski                                                           | Widzów |
| -- | ---------------- | ----------------------- | ------------------- | --------- | ------------------------------------------------------------------------------------ | ------ |
| 1  | towarzyski       | 16 listopada 2003 17:15 | Serbia i Czarnogóra | 4:3 (2:0) | Andrzej Niedzielan 27', Grzegorz Rasiak 30', Kamil Kosowski 73', Maciej Żurawski 82' | 9000   |
| 2  | towarzyski       | 31 marca 2004 20:35     | Stany Zjednoczone   | 0:1 (0:1) |                                                                                      | 10000  |

### Mecze Wisły Płock w europejskich pucharach
| Nr | Rodzaj rozgrywek | Data                   | Przeciwnik          | Wynik     | Strzelcy                                               | Widzów |
| -- | ---------------- | ---------------------- | ------------------- | --------- | ------------------------------------------------------ | ------ |
| 1  | runda wstępna    | 28 sierpnia 2003 18:00 | FK Ventspils        | 2:2 (2:0) | Ireneusz Jeleń 12', Ireneusz Jeleń 40'                 | 2500   |
| 2  | II runda el.     | 25 sierpnia 2005 18:00 | Grasshoppers Zurych | 3:2 (2:1) | Dariusz Gęsior 35', Dariusz Gęsior 38', Sead Zilić 69' | 5000   |
| 3  | II runda el.     | 24 sierpnia 2006 17:30 | Czornomoreć Odessa  | 1:1 (0:1) | Wahan Geworgian 62'                                    | 2000   |

### Inne
| Nr | Rodzaj rozgrywek                                         | Data                  | Drużyny                             | Wynik     | Strzelcy | Widzów |
| -- | -------------------------------------------------------- | --------------------- | ----------------------------------- | --------- | --- | ------ |
| 1  | Superpuchar Polski                                       | 24 lipca 1994 14:00   | Legia Warszawa – ŁKS Łódź           | 6:4 (2:1) | Radosław Michalski 2', Jerzy Podbrożny 23' (k.), Jerzy Podbrożny 70', Marcin Mięciel 74', Radosław Michalski 78', Jerzy Podbrożny 81' – Zdzisław Leszczyński 45' (k.), Witold Bendkowski 51', Jacek Płuciennik 69', Zdzisław Leszczyński 85' | 5000   |
| 2  | Superpuchar Polski                                       | 18 lipca 2000 19:00   | Polonia Warszawa – Amica Wronki     | 4:2 (2:0) | Tomasz Wieszczycki 36', Maciej Bykowski 39', Maciej Bykowski 57', Arkadiusz Kaliszan 83' – Maxwell Kalu 85', Piotr Dubiela 90' | 1500   |
| 3  | Superpuchar Polski                                       | 1 sierpnia 2010 17:00 | Lech Poznań – Jagiellonia Białystok | 0:1 (0:0) | Tomasz Frankowski 83' | 7000   |
| 4  | Mistrzostwa Europy U-21 w Piłce Nożnej 2025 (eliminacje) | 8 września 2023 20:00 | Polska U-21 – Kosowo U-21           | 3:0 (3:0) | Ariel Mosór 25', Michał Rakoczy 30', Michał Rakoczy 44' | 6265   |